# 홀로코스트:소비보르탈출
홀로코스트:소비보르탈출(SOBIBOR)은 러시아 연방에서 제작된 콘스탄틴 카벤스키 감독의 2018년 영화이다. 콘스탄틴 카벤스키 등이 주연으로 출연하였다.

## 출연

### 주연
- 콘스탄틴 카벤스키
- 크리스토퍼 램버트

### 조연
- 마리아 코제브니코바
- 필립 라인하르트